# Reinhold Niebuhr
Karl Paul Reinhold Niebuhr (Wright City, 21 giugno 1892 – Stockbridge, 1º giugno 1971) è stato un teologo riformato statunitense.
Figlio di immigrati tedeschi, si colloca inizialmente su posizioni liberali per approdare, nel secondo dopoguerra, a un sistema intransigentemente anticomunista.

## Pensiero
È conosciuto soprattutto per i suoi studi sulla possibilità di collegare la fede cristiana al realismo della politica e della diplomazia moderna. Ha contribuito in maniera importante al moderno concetto di "guerra giusta". 
La sua opera più importante è considerata  The Children of the Light and the Children of Darkness (Figli della luce e figli delle tenebre) del 1944. È anche noto per aver composto la "Preghiera della serenità" (Serenity prayer).
Approfondendo lo studio di Sant'Agostino, Niebuhr sostenne che in conseguenza del peccato originale il male e il disordine divennero inevitabilmente connaturati all'agire di ogni uomo, che nell'azione politica si concretizza sempre come un'imperfetta approssimazione del bene perfetto, e nell'impossibilità di risolvere lo scontro fra opposti interessi. Se gli esseri umani condividono per natura la stessa capacità di scelta fra il bene e il male, condividono anche un innaturale quanto universale egoismo e senso di superiorità morale sugli altri, che si fa sacralità dell'interesse privato e «santificazione del ruolo» personale.
Criticò il destino manifesto del sogno americano, così come il realismo e il pessimismo politico di Hobbes e di Lutero, questi ultimi per avere intenzionalmente sottovalutato il «pericolo della tirannia nell'egoismo dei governanti» e l'importanza di un controllo diffuso su di essa. Scelse la democrazia come la forma di governo ideale, l'unica in grado di attuare un equilibrio fra le tendenze anarchiche dei gruppi di interesse sociali e le tendenze dispotiche dei detentori del potere politico.

## Opere
- Leaves from the Notebook of a Tamed Cynic, 1930
- Moral Man and Immoral Society, 1932
  - Uomo morale e società immorale, trad. di Robi Ronza, Jaca Book, Milano 1968
- Interpretation of Christian Ethics, 1935
- Beyond Tragedy: Essays on the Christian Interpretation of History, 1937
- Christianity and Power Politics, 1940
- The Nature and Destiny of Man, 1943
- The Children of Light and the Children of Darkness, 1944
  - Figli della luce e figli delle tenebre. Il riscatto della democrazia: critica della sua difesa tradizionale, a cura di Giuseppe Butta, trad. di Fabrizio Butta, Gangemi, Roma 2002
- Faith and History, 1949
  - Fede e storia. Studio comparato della concezione cristiana e della concezione moderna della storia, trad. di Franco Giampiccoli, Il Mulino, Bologna 1966
- The Irony of American History, 1952
  - L'ironia della storia americana, a cura di Alessandro Aresu, Bompiani (coll. Il pensiero occidentale), Milano 2012
- Christian Realism and Political Problems, 1953
- The Self and the Dramas of History, 1955
- Charles W Kegley e Robert W Bretall (a cura di), Reinhold Niebuhr: His Religious, Social, and Political Thought, 1956
  - Una teologia per la prassi. Autobiografia intellettuale, trad. di Massimo Rubboli, Queriniana, Brescia 1977 (parziale)
- Love and Justice: Selections from the Shorter Writings, a cura di D. B. Robertson, 1957
- Pious and Secular America, 1958
- Reinhold Niebuhr on Politics: His Political Philosophy and Its Application to Our Age as Expressed in His Writings, a cura di Harry R. Davis e Robert C. Good, 1960
- A Nation So Conceived: Reflections on the History of America From Its Early Visions to its Present Power, con Alan Heimert, 1963
- The Structure of Nations and Empires, 1959
- The Essential Reinhold Niebuhr: Selected Essays and Addresses, a cura di Robert McAffee Brown, 1986
- Remembering Reinhold Niebuhr. Letters of Reinhold & Ursula M. Niebuhr, a cura di Ursula Niebuhr, 1991
- Il destino e la storia. Antologia degli scritti, a cura di Elisa Buzzi, trad. di Antonella Bartoletti, Rizzoli, Milano 1999